# Peter Bühlmann
Peter Lukas Bühlmann (12 de abril de 1965, Zúrich) es un matemático suizo especializado en estadística matemática y profesor universitario en la Escuela Politécnica Federal de Zúrich.

## Biografía
Bühlmann estudió matemáticas en la Escuela Politécnica Federal de Zúrich desde 1985, obteniendo la diplomatura en 1990 y el doctorado, bajo la supervisión de Hans-Rudolf Künsch y Erwin Bolthausen, en 1993 con la tesis The Blockwise Bootstrap in Time Series and Empirical Processes. Como estudiante de posdoctorado, estuvo en la Universidad de California en Berkeley, donde se convirtió en profesor adjunto de Neyman en 1995. En 1997 se convirtió en profesor en la Escuela Politécnica Federal de Zúrich con una cátedra completa desde 2004. Desde 2013 dirige el Departamento de Matemáticas.
Se ocupa de las estadísticas, el aprendizaje automático y la bioinformática (incluido el análisis de genes y proteínas).
- En 2006 fue nombrado miembro del Instituto de Estadística Matemática.[3]
- De 2010 a 2012 fue editor asociado de Annals of Statistics.[4]
- Entre 2014 y 2015 fue investigador altamente calificado en Thomson Reuters.
- En 2016 se convirtió en miembro de la American Statistical Association.
- En 2017 fue investido doctor honoris causa por la Universidad Católica de Lovaina.[3]
- En 2018 fue conferenciante invitado en el XXVIII Congreso Internacional de Matemáticos en Río de Janeiro.
- En 2021 fue ponente plenario en el 8º Congreso Europeo de Matemáticos.[3]
- En 2022, Peter Bühlmann fue admitido en la Academia Alemana de las Ciencias Naturales Leopoldina[5] como miembro de la Sección de Matemáticas.